# William Giauque
William Francis Giauque (Niagara Falls, Ontario, 1895. május 12. – Berkeley, 1982. március 28.) kanadai születésű amerikai kémikus. 1949-ben kémiai Nobel-díjjal tüntették ki „a kémiai termodinamika területén elért eredményeiért, különösen az anyagok abszolút nulla fokhoz közeli hőmérsékleteken mutatott tulajdonságainak vizsgálatáért”.

## Életrajz
Amerikai Egyesült Államokbeli szülők gyermekeként született a kanadai Ontario tartomány Niagara Falls településén 1895. május 12-én. William Tecumseh Sherman Giauque és Isabella Jane Duncan három gyermeke közül elsőnek született. Főleg Michigan állami gimnáziumaiba járt tanulni. Édesapja 1908-ban elhunyt, ezt követően a családjával visszaköltözött Niagara Fallsba, ott fejezte be középfokú tanulmányait a Niagara Falls Collegiate Institute nevű középfokú oktatási intézményben.